# 阿貝馬馬環礁
阿貝曼馬環礁（Abemama）是太平洋島國基里巴斯的環礁，位於塔拉瓦環礁東南150公里，由5個島嶼組成，面積16平方公里，主要出口椰子核，2005年人口估計約3404。

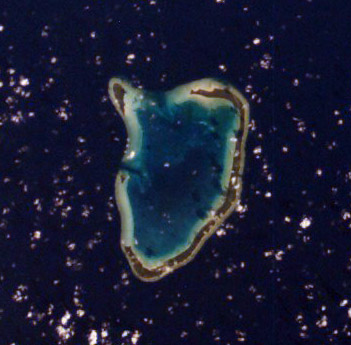
阿贝马马环礁